# Omizodes ocellata
Omizodes ocellata är en fjärilsart som beskrevs av W. Warren 1894. Omizodes ocellata ingår i släktet Omizodes och familjen mätare. Inga underarter finns listade i Catalogue of Life.